# Ectobius pyrenaicus
Ectobius pyrenaicus är en kackerlacksart som beskrevs av Bohn 1989. Ectobius pyrenaicus ingår i släktet Ectobius och familjen småkackerlackor.
Artens utbredningsområde är Spanien. Inga underarter finns listade i Catalogue of Life.